# Renée Holler
Renée Holler (* 1956 in Würzburg) ist eine deutsche Kinder- und Jugendbuchautorin.

## Biografie
Renée Holler wuchs in München auf. Nach dem Abitur studierte sie dort Ethnologie und Geografie. Heute lebt sie als freischaffende Autorin in Oxford, England.

## Werke

### Kinderbücher
Renée Holler verfasste zahlreiche Kinderkrimis der Reihe Tatort Geschichte, Tatort Erde und Tatort Forschung. Dabei verknüpfte sie Wissen mit spannenden Abenteuern. 2018 gründete sie einen Indie-Verlag zu gründen. Unter dem Imprint INKPEN PRESS schreibt und veröffentlicht sie Abenteuerbücher und klassische Kinderbücher.
- Küste der Gefahren: Ein Cornwall-Abenteuer für Kinder ab 10, 2018 (INKPEN PRESS)
- Das mordsmäßig merkwürdige Verschwinden der Lily Cooper, 2017 (arsEdition)
- Die Diebe von London, 2014, (arsEdition)
- Das Geheimnis des goldenen Salamanders, 2013, bloomoon (arsEdition)
- Tatort Geschichte: Im Visier des Sklavenjägers, 2012, Loewe Verlag
- Tatort Geschichte: Der verräterische Pilger, 2013, Loewe Verlag
- Tatort Forschung: Die mysteriösen X-Strahlen, 2011, Loewe Verlag
- Tatort Geschichte: Intrige am Hof des Sonnenkönigs, 2011, Loewe Verlag
- Tatort Geschichte: Der Tempel der Tausend Masken, 2010, Loewe Verlag
- Tatort Geschichte: Das Orakel des Schamanen, 2010, Loewe Verlag
- Tatort Erde: Verbrecherjagd am Mount Everest, 2009, Loewe Verlag
- Tatort Erde: Im Visier der Schmugglerbande, 2009, Loewe Verlag
- Tatort Geschichte: Überfall im Heiligen Hain, 2009, Loewe Verlag
- Tatort Geschichte: Im Netz der Falschmünzer, 2008, Loewe Verlag
- Tatort Geschichte: Unter den Augen der Götter, 2008, Loewe Verlag
- Tatort Geschichte: Das Geschenk des Kublai Khan, 2007, Loewe Verlag
- Tatort Geschichte: Die Rückkehr des Feuerteufels, 2007, Loewe Verlag
- Tatort Geschichte: Gefahr auf der Santa Maria, 2006, Loewe Verlag
- Tatort Geschichte: Das Geheimnis des Druiden, 2006, Loewe Verlag
- Tatort Erde: Jagd auf die Juwelendiebe, 2005, Loewe Verlag
- Tatort Erde: Verschollen im Regenwald, 2005, Loewe Verlag
- Leselöwen Wissen: Ritter, 2004, Loewe Verlag
- Tatort Geschichte: Spurensuche am Nil, 2004, Loewe Verlag
- Tatort Geschichte: Im Schatten der Akropolis, 2003, Loewe Verlag
- Tatort Geschichte: Rettet den Pharao, 2002, Loewe Verlag
- Tatort Geschichte: Gefahr für den Kaiser, 2002, Loewe Verlag
- Tatort Geschichte: Der Geheimbund der Skorpione, 2002, Loewe Verlag
- Kennwort Rätselkrimi: Entführung auf dem Schulhof, 2001, Loewe Verlag
- Kennwort Kennwort Rätselkrimi: Raub um Mitternacht, 2001, Loewe Verlag

### Bücher für Erwachsene
- Babycare International, 2011, Amazon Kindle
- Kleines Baby – Großes Glück, 1998, Beltz Verlag
- Kreisel, 1988, Hugendubel Verlag
- Murmel, Schusser, Klicker, 1986, Hugendubel Verlag